# André-Léon Vivrel
André-Léon Vivrel, né le 8 octobre 1886 à Paris et mort le 7 juin 1976 à Bonneville-sur-Touques, est un artiste peintre et dessinateur français.

## Biographie
André-Léon Vivrel décide à 15 ans, de devenir peintre. Le contexte familial, malgré quelques réticences au début, lui est plutôt favorable. Son premier soutien lui vient de sa mère, Léonie, elle-même peintre amateur . Elle encourage son fils, qui reconnaîtra, plus tard n’avoir pas eu d’autre maître que cette dernière. Elle lui fait peindre son tout premier tableau : « Je m’en rappelle bien, c’était un petit paysage, la vue d’un bois (…), j’avais près de 15 ans » . Son père, que le métier de négociant en vin  a éloigné des arts, est fier de rappeler qu’il a lui-même reçu un Premier prix de dessin en 1870. Ce souvenir d’enfance le dissuade de contraindre son fils à s’investir dans l’entreprise familiale au sortir du lycée. Élève à Louis-le-Grand, André-Léon Vivrel rentre à l’Académie Julian en 1910, après avoir satisfait aux obligations du service militaire . Élève de Paul Albert Laurens à l’Académie, il fréquente ensuite les ateliers de Marcel Baschet (1862-1941) et d’Henri Royer à l’École des Beaux-Arts. Époque insouciante où Vivrel ne manque pas un seul bal des Quat'z'Arts où il apparait, tour à tour, déguisé en romain, en égyptien et en Cro-Magnon. La fête se passe à Montmartre, où il loue un atelier au 65 rue Caulaincourt, à huit numéros de celui d’Auguste Renoir. 

### La guerre et le retour à Paris
En 1913, André Vivrel parait pour la première fois au Salon des Artistes Français . Il participe également à l’édition suivante, avant d’être mobilisé le 2 août 1914. Son envol est stoppé net par l’engagement de la France dans la première guerre mondiale. Soldat valeureux de l’armée de Verdun, Vivrel est décoré de la Croix de guerre pour conduite héroïque en 1917 . Cette année-là, le temps d’une courte permission, il se marie avec Germaine Degoul. Avant de repartir pour le front, le peintre-soldat laisse en souvenir à ses proches un Autoportrait, où il se représente encadré des effigies de sa mère et de celle de sa jeune épouse. 
La guerre terminée, Vivrel retrouve son atelier montmartrois. Le marché de l’art sinistré, la reprise est difficile, malgré une Mention Honorable au Salon de 1920 et l’achat, par l’État français, des deux natures-mortes qu’il adresse, la même année, au Salon des Indépendants . Il y expose également deux portraits de Bretonne  qu’il entreprend au retour d’un séjour à Ploumanac’h (Côtes d’Armor). Le pinceau gras et la facture large du portrait naturaliste de Vivrel sont ceux qu’utilisait Edouard Manet, en particulier dans ses natures mortes.

### Salons et expositions
À partir de 1921, André-Léon Vivrel expose régulièrement, dans les salons parisiens, des peintures de nu avec lesquels il engrange médailles et récompenses. Ses premiers essais dans le domaine datent de l’immédiat après-guerre. En 1922, Vivrel parait pour la première fois au Salon de la Société Nationale des Beaux-Arts.
Après avoir obtenu le prix Deldebat de Gonzalva en 1932, André-Léon Vivrel obtient, l’année suivante, une médaille d’argent au Salon des artistes français avec Le Temps des cerises. La toile reflète le l’atmosphère insouciante de la Belle Époque. L’année suivante, Vivrel présente des baigneuses, premier tableau d’une série de grands nus adressés au Salon jusqu’en 1943. Suivant une longue tradition initiée par Courbet, pour ne s’en tenir qu’au XIXe siècle, Vivrel prend prétexte du thème intemporel des baigneuses pour peindre, avec allégresse, le corps féminin, qu’il place invariablement dans un paysage fluvial. Le sujet des baigneuses est toujours d’actualité et dignement représenté au Salon depuis le début du XXe siècle par les envois successifs d’Émile-René Ménard, Paul Chabas ou Maurice Denis. Avec Jeunesse, envoi de Vivrel au Salon de 1936, ce dernier traduit la pudeur d’une adolescente, se servant maladroitement d’un chapeau de paille pour couvrir sa nudité. Tableaux à deux ou trois figures, le peintre varie la position de ses modèles, selon un schéma hérité des Jeunes filles au bord de la mer de Pierre Puvis de Chavannes.
Aboutissement de sa recherche picturale sur le nu féminin, les Baigneuses de 1939 sont gratifiées d’une médaille d’or au Salon des artistes français. Cette ultime récompense couronne une médaille d’argent obtenu par Vivrel, en 1937, lors de l’Exposition internationale des Arts et Techniques de Paris, où Henri Sollier est également primé.

### L'art du paysage
Il ne cesse d’explorer ce genre au fil de sa carrière, suivant les régions qu’il découvre. Son point d’encrage reste le Loiret, où son frère aîné Marcel, possède une résidence secondaire à Chatillon-sur-Loire non loin de Champtoceaux où réside Paul Deltombe. Au lendemain de la guerre, désargenté, il s’y réfugie pour peindre la nature à moindre frais. Ses voisins se souviennent de la silhouette pittoresque du peintre, longeant le fleuve à bicyclette. Coiffé d’un chapeau cloche enfoncé jusqu’aux oreilles, l’artiste pédale avec un tableau accroché dans le dos et son matériel de peintre débordant des sacoches. Ainsi équipé, il part pour la journée, tentant de restituer « l’impression instantanée »  de ce qu’il observe.
Au printemps 1926, Vivrel est de nouveau en Bretagne, d’où il rapporte le Port de Camaret  exposé au Salon des Tuileries de 1926. Quelques années plus tard, en 1934, il retourne en Côtes d’Armor, où il compose des marines  qui sont autant d’études de ciel. 
Pendant l’été 1926, Vivrel est en Corse. Il réalise, sur place, des aquarelles présentées, à l’automne, à la Galerie Georges Petit, puis à New York. À chaque fois, la critique unanime vente leurs qualités : « Elles sont vraies, sans artifice ni contrainte et d’une remarquable légèreté ».
En 1928, André-Léon Vivrel se rend de nouveau dans le Midi. Restituant la chaude et vibrante lumière de Provence », il peint Le port de Saint-Tropez  exposé, la même année, au Salon des Indépendants. Le thème méditerranée s’impose également au Salon des Tuileries, où Vivrel présente des vues de port et des paquebots, témoins d’une industrie touristique florissante.

### Le modèle parisien
Quand Vivrel n’est pas sur les routes de France, il prend Paris pour modèle. Il peint les ruelles de la butte Montmartre, les autres quartiers et monuments emblématiques de la capitale, comme la cathédrale Notre-Dame, qu’il représente sur toutes ses faces et à différentes heures du jour. Surtout, il s’attarde sur les quais de Seine, qui lui offrent de nombreux points de vue insolites sur la ville. Ses vues parisiennes ont d’étroites affinités avec celles d’Albert Lebourg dans lesquelles on retrouve la même qualité de lumière atmosphérique et la dissolution des formes architecturales dans le ciel et les eaux du fleuve. 

### Peintre de la diversité
L’exposition Vivrel – peinture récentes  qu’organise la Galerie de Berri, en mai 1942, illustre, en 31 tableaux, la diversité des genres pratiqués par Vivrel tout au long de sa carrière. L’artiste ne se limite à la nature morte que lorsque la météo ne lui permet pas de s’évader de l’atelier. Il s’y adonne sans regret, le plus important pour lui étant de peindre sans cesse. Âgé, il reconnaît que la peinture a toujours agi sur lui comme une drogue. Perfectionniste, il admet, dans la même interview, avoir détruit nombre de peintures, imparfaites à ses yeux. Cette exigence confirme ce que la critique avait discerné très tôt chez lui, en parlant de ce « quasi inconnu » qui a « du goût, de l’œil et du métier », cela au regard de ses illustres prédécesseurs Pierre Bonnard, Henri Lebasque et Pablo Picasso, exposant à ses côtés, à la Galerie Th. Briant, en 1933 . 
Peignant jusqu’à son dernier souffle, André-Léon Vivrel s’éteint à Bonneville-sur-Touques, le 7 juin 1976.

## Réception critique
- « C'est un "œil" aigu, qui traduit avec une indéniable puissance constructive, et sans aucune fausse note de tons très proches, les chemins creux, les routes solitaires et les ciels mouillés de la Bretagne. » - Gérald Schurr[2].
- « Il admirait Pierre-Auguste Renoir avant tout. Il fut surtout peintre de paysages, allant chercher des thèmes dans de nombreuses régions de France, Midi, Normandie, Bretagne, Pays de Loire, et très souvent les vues et les quais de Paris. Possédant un talent lyrique, il resta hors des courants à la mode et demeura fidèle à la vieille tradition des paysagistes français. Chaque année, il parcourut les paysages de France, ses sujets favoris, et plus particulièrement le village de Ploumanac'h qui figure le plus souvent sur ses aquarelles. Il fait également noter dans son œuvre les tableaux rapportés de ses voyages en Corse, quelques paysages exécués à Noisy-le-Sec où il faisait des séjours toutes les années, ainsi que quelques vues de Paris. » - Dictionnaire Bénézit[3]
- « A purely personal form of expression, the impact of Vivrel's work owes its power to the superb craftmanship which supports it. Nature was to him a constant source of delight and pleasure ; the light in his paintings gives vibrancy to the colors, and whether he is capturing the sun-drenched fields and villages of Corsica and Provence, the green fields of Normandy or the greu houses of Montmartre, there is sense of immediacy which is utterly convincing. » - Bernard Denvir[4]

## Collections publiques
- Musée Eugène-Boudin de Honfleur, Rocher, aquarelle 28,7x29,5cm, vers 1927 (dépôt du Centre national des arts plastiques)[5].
- Musée Mandet, Riom, La Loire à Ousson-sur-Loire.
- Cercle national des armées, Paris, Pluie à Saint-Florent (Haute-Corse), aquarelle 52x65cm, vers 1929 (dépôt du Centre national des arts plastiques)[6].
- Ministère des affaires étrangères, Paris, dépôts du Centre national des arts plastiques :
  - La potiche bleue, huile sur toile 73x60cm, vers 1920[7] ;
  - Le vase mauve, huile sur toile, format ovale 75x90cm, vers 1920[8].
- Secrétariat d'État aux anciens combattants et victimes de guerre, Paris, La meule, huile sur toile 55x46cm, vers 1942 (dépôt du Centre national des arts plastiques)[9].
- Secrétariat d'état chargé de la famille, Printemps à Triel, peinture 54x65cm, vers 1942 (dépôt du Centre national des arts plastiques)[10].

## Expositions

### Expositions personnelles
- André Vivrel, Galerie Lorenceau, Paris, 29 novembre - 11 décembre 1920.
- Vivrel - Peintures récentes, Galerie de Berri, Paris, 1942.

### Expositions collectives
- Salon des artistes français, à partir de 1913 (sociétaire de 1930 à 1940), mention honorable en 1920 ; médaille d'argent en 1933, médaille d'or en 1939[3].
- Salon des indépendants, Paris, 1920, 1928.
- Salon de la Société nationale des beaux-arts, Paris, 1922.
- Salon des Tuileries, Paris, 1926.
- Galerie Théophile Briant, Paris, 1933.
- Exposition universelle de 1937, Paris, médaille d'argent[3].
- French naturalist Painters, 1890-1950, The Fleming Collection, Londres, 12 juin - 7 juillet 2012[4].
- Participations non datées : Salon d'automne, Paris[3].

## Prix et distinctions
- Croix de guerre 1914-1918[3].
- Pris Gonzalva, 1932[3].
- Prix de l'Académie des beaux-arts, 1947[3].